# Can We Chill
Can We Chill è un brano musicale del cantante statunitense Ne-Yo, estratto come terzo singolo dall'album Because of You il 1º ottobre 2007.

## Tracce
UK CD
1. Can We Chill (album version)
2. Spotlight (S. Smith, M. Sparkman, M. Allen)

UK Promo
1. Can We Chill (new edit)
2. Can We Chill (main)
3. Can We Chill (instrumental)

## Classifiche
| Classifica (2007)                    | Posizione più alta |
| ------------------------------------ | ------------------ |
| U.S. Billboard Hot R&B/Hip-Hop Songs | 52                 |
| Regno Unito                          | 62                 |